# Věra Vávrová
Věra Vávrová, rozená Řehořová (* 16. února 1928 Pardubice), je česká pediatrička, která přispěla k výzkumu a moderní léčby cystické fibrózy v Československu. Její zásluhou se v Československu rozběhla diagnostika a léčba tzv. „slaných dětí“, trpících zmíněnou nemocí a zavedla tzv. potní test. 
Dne 28. října 2023 byla oceněna medaili Za zásluhy I. třídy. 

## Život
Narodila se v Pardubicích do lékařské rodiny. Její maminka byla internistka a otec byl primářem interního oddělení nemocnice v Pardubicích a následně profesorem interny na Lékařské fakultě UK v Hradci Králové, a také přednostou královohradecké interní kliniky. Chodila do gymnázia v Pardubicích, ale po skončení druhé světové válka bylo otevřeno francouzské gymnázium v Praze, kde přešla do septimy. Po maturitě začala studovat na Fakultě všeobecného lékařství v Praze, kde v prosinci 1952 promovala. Kvůli „buržoasního“ původu a že nebyla členkou Svazu mládeže nebo Komunistické strany, získávala obtížně umístěnku. Nakonec dostala umístěnku na dětské oddělení nemocnice na Kladně, kam denně z Prahy dojížděla. V nemocnici působila až do narození syna a hodně se zde naučila a také několik měsíců po promoci vedla poradny pro kojence v obcích v okolí Kladna.
Po dvou a půl rocích po narození syna se ji po medicíně začalo stýskat, a tak po požádání profesorky Jiřiny Čížkové-Písařovicové chodila několik měsíců bezplatně na dětskou kliniku na Královských Vinohradech, aby nevypadla z cviku. Zde pracovala bezplatně až do narození dcery. Po narození dcery se chtěla vrátit, a tak se její otec rozhodl, že zaplatí paní na hlídání jejich dvou dětí. Ředitel vinohradské nemocnice se však rozhodl, že nemůže nastoupit, „protože v Praze je mnoho lékařek, které nejsou a nemůžou být zaměstnané, jelikož nemají tatínky, kteří by jim platili paní na hlídání“. Díky známosti jejich pardubického primáře pneumologie s přednostou II. dětské kliniky na Karlově profesorem Josefem Houšťkem byla přijata na zdejší kliniku. Po 16 měsících bezplatné práce získala v lednu 1959 místo sekundární lékařky na dobu určitou. Jednoho dne ji ale zavolal profesor Josef Houštěk a řekl ji, že má nastoupit do Ústavu výzkumu vývoje dítěte (ÚVVD) a že jejím úkolem bude zabývat se s cystickou fibrózou. Vrátil se totiž ze studijního pobytu v USA a chtěl vědět, jak to vypadá v Československu s cystickou fibrózou.
Od 1. května 1960 začala pracovat v respirační laboratoři v ÚVVD. Podle svého přání také pracovala na klinice a starala se o děti s cystickou fibrózou jak na lůžku, tak v ambulanci. Nejprve zjišťovala výskyt cystické fibrózy, s čímž ji pomohla profesorka Dagmar Benešová, která pitvala všechny děti, které zemřely ve Středočeském kraji, a také zavedení diagnostiky tohoto onemocnění včetně i jeho léčení. Zavedení diagnostiky bylo dost obtížné, a tak v dílně ÚVVD sestrojili přenosný přístroj k provádění iontoforézy. Profesor Josef Ipser pomohl vyřešit počáteční problém nedostatečného pocení, kdy jim poradil, aby místo dusičnanu pilokarpinu používali chlorid pilokarpinu, a tak následně zavedla tuto iontoforézu, která se používala dalších pětačtyřicet let. Jako léky nejdříve používali Pancreolan, který ale podle analýzy obsahoval málo enzymů . Dověděla se však, že členové ústředního výboru KSČ si nechávají přivážet z Holandska preparát Cotazym, jenž daleko lépe substituoval. Ti ho používali, aby tlumili dopady opulentních alkoholových oslav. Proto se domluvila s magistrem, který jim zprostředkovával dovoz, a následně vždycky trošku dával na stranu pro tyto nemocné děti. Mimo jiné si například nechávali od sklářů na Sázavě vyfouknout skleněné inhalátory, protože dostupné inhalátory vytvářely příliš velké částice, které se nedostávaly do drobných dýchacích cest. Krátce pořádala i letní tábory pro nemocné děti, kde jejich maminky jezdily jako kuchařky nebo pomocné síly.
Od roku 1976 do 1998 působila jako druhý sekretář Evropské pracovní skupiny pro cystickou fibrózu a v roce 1989 organizovala jejich 16. konferenci konanou v Praze. Kromě toho, že byla vedoucí pracovní skupiny pro cystickou fibrózu při české pediatrické, vyučovala také na 2. lékařské fakultě Univerzity Karlovy a napsala mnoho odborných knih. V roce 1992 habilitovala na 2.lékařské fakultě pro obor pediatrie.
U příležitosti oslav výročí vzniku Československa byla 28. října 2023 vyznamenána prezidentem Petrem Pavlem medailí Za zásluhy. Na slavnostním zasedání ČLS JEP 30. září 2024 v sale terreně Valdštejnského paláce v Senátu ČR ji udělil předseda prof. Štěpán Svačina Zlatou pamětní medaili ČLS JEP za celoživotní přínos. Téhož roku dne 16. listopadu na zámku v Lužanech ji byla udělena Medaile Josefa Hlávky.

### Osobní život
Byla vdaná a její manžel byl stavař a stavitel mostů. Společně měli dvě děti. Dcera je hematoložka a její muž je pediatr, který začínal také u Houšťka. Syn je režisér a moderátor Jan Vávra. Nejstarší vnučka je psycholožka, rodinná terapeutka a druhá vnučka je gastroenteroložka.

## Ocenění
- Cena České pediatrické společnosti za soubor prací publikovaných v časopise Rehabilitacia (1979)
- Medaile Za zásluhy (2023), za celoživotní přínos v oblasti vědy a školství
- Zlatá pamětní medaile ČLS JEP (2024) za celoživotní přínos
- Medaile Josefa Hlávky (2024)